# Dennis Farnon
Dennis Farnon était un compositeur canadien de musiques de film né le 13 août 1923 à Toronto (Canada) et mort le 21 mai 2019 à Aalst aux Pays-Bas.

## Filmographie
- 1944 : Four Wheels, No Breaks
- 1954 : Spare the Child
- 1955 : Magoo's Check Up
- 1955 : Christopher Crumpet's Playmate
- 1955 : Stage Door Magoo
- 1955 : Magoo Makes News
- 1955 : The Rise of Duton Lang
- 1956 : Magoo Beats the Heat
- 1956 : Magoo's Problem Child
- 1957 : Magoo Goes Overboard
- 1957 : Matador Magoo
- 1957 : Magoo's Cruise
- 1957 : Magoo Saves the Bank
- 1957 : Magoo's Moose Hunt
- 1957 : Magoo's Private War
- 1958 : Scoutmaster Magoo
- 1958 : Magoo's Three-Point Landing
- 1959 : Rocky and His Friends (série TV)
- 1961 : The Bullwinkle Show (série TV)
- 1962 : Fractured Flickers (série TV)
- 1966 : Drop Dead Darling
- 1976 : Bouquet of Barbed Wire (feuilleton TV)